# Contea di Rolette
La contea di Rolette è una suddivisione amministrativa dello Stato del Dakota del Nord, negli Stati Uniti. La popolazione al censimento del 2000 era di 13 674 abitanti. Il capoluogo di contea è Rolla. È famosa perché al suo interno - nell'angolo nord-ovest della contea, lungo il confine col Canada - è situato il Giardino Internazionale della Pace.

## Contee e municipalità confinanti
- Municipalità di Killarney-Turtle Mountain (Manitoba, Canada) - nord-est
- Contea di Towner - est
- Contea di Pierce - sud
- Contea di Bottineau - ovest
- Municipalità di Boissevain-Morton (Manitoba, Canada) - nord-ovest

## Comuni

### Cities
- Dunseith
- Mylo
- Rolla (capoluogo)
- Rolette
- St. John